# Emmie Arbel
Emmie Arbel (geboren 1937 in Den Haag, Niederlande) ist eine niederländisch-israelische Zeitzeugin, die zur Zeit des Nationalsozialismus mit ihrer jüdischen Familie in verschiedenen Konzentrationslagern inhaftiert war. Seit 2012 ist sie als Zeitzeugin aktiv und beteiligt sich an verschiedenen Projekten. Ihre Lebensgeschichte wurde von der deutschen Comic-Künstlerin Barbara Yelin in der Graphic Novel Emmie Arbel. Die Farbe der Erinnerung verarbeitet.

## Leben
Emmie Arbel wurde in Den Haag als Tochter von Julia Lewin-Kallus (geb. 1901 in Arnhem) und Jacob Kallus (geb. 1899 in Szeleste), der 1928 aus Westungarn eingewandert war, geboren. Zusammen mit ihren Brüdern Rudi Ben Yakov (geb. Kallus, 1935–2001) und Menachem Kallus (geb. Otto Kallus, 1932–2018 in Israel nannte er sich Menachem) wuchs sie im Stadtzentrum von Den Haag auf. Die Großeltern mütterlicherseits waren Emma Lewin, geborene Gottfeld (1873 in Bahn), und Gustav Lewin (1876 in Stargard), sie waren aus Hinterpommern in die Niederlande immigriert und wohnten einige Häuser weiter.
Am 10. Mai 1940 überfiel die deutsche Wehrmacht die Niederlande, die nach einer Woche zur Kapitulation gezwungen wurden. Den Haag war mit 17.000 Mitgliedern die zweitgrößte jüdische Gemeinde des Landes. Es erfolgten antisemitische Maßnahmen durch die Besatzer; mit der Zeit verschärfte sich die Situation für Jüdinnen und Juden drastisch. Am 10. November 1942 wurde die Familie Kallus durch die niederländische Polizei, die der SS unterstand, verhaftet und in das KZ-Sammellager Westerbork deportiert, wo sie bis Februar 1944 gefangen gehalten wurden. Anschließend wurde die Familie in verschiedene Konzentrationslager gebracht. Emmie Arbel und ihre Brüder wurden für einige Wochen gemeinsam mit ihren Eltern in das KZ Amersfoort gebracht. Die Großeltern Emma und Gustav Lewin wurden in das KZ Auschwitz deportiert und dort am 19. November 1942 ermordet.
Jacob Kallus wurde im Februar 1944 in das KZ Buchenwald deportiert und musste später im Außenlager Schwalbe V Zwangsarbeit leisten, wo er am 13. Dezember 1944 starb. Julia Lewin-Kallus wurde im selben Monat gemeinsam mit ihren Kindern in das KZ Ravensbrück deportiert, wo sie unter menschenunwürdigen Bedingungen bis Februar 1945 inhaftiert waren. Anschließend wurden sie ohne Menachem Kallus in das KZ Bergen-Belsen gebracht. Julia Lewin-Kallus starb kurz nach der Befreiung des Lagers durch britische Truppen im April 1945 an den Folgen der katastrophalen Lagerbedingungen. Menachem Kallus war vom März bis April 1945 im KZ Sachsenhausen und überlebte den sogenannten Todesmarsch.
Nach der Befreiung aus dem Konzentrationslager Bergen-Belsen wurde Emmie Arbel gemeinsam mit anderen überlebenden Kindern zur Erholung nach Malmö in Schweden gebracht. Dort verbrachte sie etwa neun Monate, bevor ihr Bruder Menachem, der den Holocaust ebenfalls überlebt hatte, sie mithilfe von Überlebendenlisten des Roten Kreuzes ausfindig machte und in die Niederlande holte. Sie kam in eine Pflegefamilie, die jüdische Waisenkinder aufnahm und erkrankte schwer an Tuberkulose. Während dieser Zeit musste sie ein Jahr lang im Bett verbringen und war sexualisierter Gewalt durch den Pflegevater ausgesetzt.
Im Alter von neuneinhalb Jahren besuchte Arbel eine Montessori-Schule, die ihr durch die individuelle Förderung und Freiheit sehr zusagte. 1949 wanderte sie mit ihrer Familie nach Israel aus. Dort kamen sie zunächst in einem ehemaligen britischen Armeelager in Kiryat Shmuel unter und zogen wenig später in einen Kibbuz. Die Eindrücke von Israel entsprachen jedoch nicht ihren Erwartungen. Besonders belastete sie, dass andere über ihre Lebensgestaltung bestimmten, was sie schließlich dazu brachte, den Kibbuz zu verlassen und nach Haifa zu ziehen, wo sie selbstbestimmt ihr Leben führte.
Im Jahr 1961 reiste Emmie Arbel nach Brasilien, wo sie ihren Partner heiratete, den sie während ihres Armeedienstes in Israel kennengelernt hatte. Ein Jahr später kehrte das Paar nach Israel zurück und zog in das Haus ihres Bruders Menachem. Die Ehe endete und aus ihr gingen drei Töchter hervor. Beruflich war Arbel zunächst als Sekretärin in einer psychiatrischen Klinik tätig, später stieg sie zur Verwaltungsleiterin auf. Seit ihrer Pensionierung engagiert sie sich ehrenamtlich in verschiedenen sozialen Projekten.

## Wirken als Zeitzeugin
Seit 2012 engagiert sich Emmie Arbel als Zeitzeugin und sprach im Saarland vor Schulklassen. Seit 2016 ist sie im Projekt Ravensbrücker Generationenforum aktiv, ein Austausch zwischen Jugendlichen und Überlebenden, den die Gedenkstätte Ravensbrück jährlich organisiert. Seit 2018 engagiert sich Emmi Arbel zusammen mit anderen Überlebenden als Zeitzeugin im Erinnerungsprojekt Sound in the Silence. Das Projekt bringt junge Erwachsene an der Gedenkstätte Ravensbrück mit Überlebenden des Nationalsozialismus zusammen und schafft Raum für persönliche Begegnungen und Austausch. Die Teilnehmenden setzen sich dabei künstlerisch mit der Geschichte des Nationalsozialismus auseinander.
Am 1. Mai 2018 wurde Emmie Arbel mit dem Verdienstorden des Landes Brandenburg ausgezeichnet. Die Ehrung fand in der Residenz des Deutschen Botschafters in Tel Aviv statt und wurde von Ministerpräsident Dietmar Woidke persönlich überreicht.
Während des Terrorangriffs der Hamas auf Israel am 7. Oktober 2023 befand sich Emmie Arbel als Zeitzeugin in der Gedenkstätte Ravensbrück. In einer Nachricht an Barbara Yelin schrieb sie: „Es ist verrückt, dass ich mich gerade an diesem Ort sicher fühle.“ Yelin hat Emmie Arbels Erlebnisse nach dem Terrorangriff der Hamas in einem Comic verarbeitet, der seit April 2025 online verfügbar ist. In zwölf Panels schildert Yelin, wie Arbel diese Zeit erlebt hat und wie sie sich seither immer wieder fragt, ob Israel noch ihr Zuhause ist.

## Film und Theaterstück
Im Jahr 2012 erschien der Dokumentarfilm Three Siblings von Emmie Arbels Neffen Pablo Ben Yakov. Der Film erzählt die Geschichte der drei jüdischen Geschwistern Menachem, Emmie und Rudi, die nach dem Holocaust mit einer Pflegefamilie nach Israel ziehen und im Kibbuz aufwachsen. Die sehr unterschiedlichen Lebenswege der Geschwister im Umgang mit dem Erlebten werden dargestellt: Menachem schweigt jahrzehntelang, Rudi verlässt Israel und kehrt schließlich nach Deutschland zurück, während Emmie Arbel auch nach dem Ende des Krieges mit den vielschichtigen Auswirkungen der Erlebnisse während der NS-Zeit konfrontiert ist.
Im Theater Strahl wurde vom TheaterJugendClub ein Stück über die Lebensgeschichte von Emmie Arbel konzipiert, das im Juni 2025 Premiere feierte. Es trägt den Titel „Manches weiß ich, aber ich erinnere mich nicht.“

## Graphic Novel
Die deutsche Comic-Künstlerin Barbara Yelin hat Emmie Arbels Lebensgeschichte in der Graphic Novel Emmie Arbel. Die Farbe der Erinnerung verarbeitet. Yelin lernte Emmie Arbel 2019 in der Gedenkstätte Ravensbrück kennen. Daraus entwickelte sich eine enge Zusammenarbeit, die von zahlreichen Gesprächen und Besuchen geprägt war. Zuvor war ein Teil von Emmie Arbels Geschichte bereits in der Anthologie Aber ich lebe (2022) erschienen, die drei Geschichten von Holocaust-Überlebenden in Comicform präsentiert. Yelin fragte Emmie Arbel 2022: „Emmie, welche Farbe hat die Erinnerung?“ Sie antwortete: „Schwarz.“

„Wenn im Fernsehen etwas über die Lager kommt oder wenn jemand über den Krieg spricht … – Ich fühle Sachen. Aber ich kann es nicht ausdrücken. Ich kann nicht darüber reden. –Es ist verbunden mit einem Gefühl der Erniedrigung. – Das ist, was ich am stärkten fühle, wenn ich über meine Erinnerungen rede. – Erniedrigung. – Ich war kein Mensch. Ich war eine Nummer, weißt du. – Ich hab das Gefühl, niemand kann verstehen, was ich fühle. – Aber wenn ich nicht darüber rede, können die anderen nicht verstehen. – Nicht verstehen, was geschehen ist. – Und es darf nie wieder geschehen. – Und deshalb muss ich sprechen.“

Matthias Heyl beschrieb in seinem Werk Vermischte Schriften. Erziehung nach / über Auschwitz. Bildung in Ravensbrück das 2025 erschien: „Barbara Yelin ist mit ihrer grafischen Erzählung vielerlei gelungen. Sie hat in langen Gesprächen mit Emmie Arbel eine Form gefunden, ihre Geschichte in Bilder zu bringen – auch dort, wo Emmie sich ihrer eigenen Erinnerungen unsicher ist. Akribisch hat die Autorin historische Fotos, lagerzeitliche oder nach der Befreiung entstandene Zeichnungen ehemaliger Ravensbrück-Häftlinge und Dokumente zu Rate gezogen, hat in den Sammlungen der Gedenkstätte recherchiert und die Expertise von Wissenschaftlerinnen und Wissenschaftlern verschiedener Disziplinen genutzt. [...] Yelin ist es nicht nur gelungen, die Bilder, die Emmie als Erinnerungen hat, zu Papier zu bringen, sondern auch der Art, wie diese Bilder immer wieder in Emmies Alltag »eindringen«, Ausdruck zu verleihen. Mit diesen »Flashbacks«, die aus der psychologischen und psychoanalytischen Traumaforschung bekannt sind, weiß Yelin gleichzeitig so präzise, wie einfühlsam umzugehen, ohne damit Emmie Arbel gleichsam zu einem »Fall« traumatologischer Beobachtung zu machen.“
Ein kurzer Dokumentarfilm mit dem Titel But I Live zeigt die Zusammenarbeit zwischen Emmie Arbel und Barbara Yelin.

## Filme
- 2012: Three Siblings, (deutsch: „Drei Geschwister“) von Pablo Ben Yakov
- 2021: But I live (Zusammenarbeit zwischen Emmie Arbel und Barbara Yelin) online via YouTube

## Ausstellung
- 2024: Aber ich lebe. Den Holocaust erinnern. Eine Ausstellung der Mahn- und Gedenkstätte Ravensbrück in Kooperation mit dem Internationalen Comic-Salon Erlangen, dem Stadtmuseum Erlangen und in Zusammenarbeit mit „Narrative Art & Visual Storytelling in Genocide and Human Rights Education“ (2019–2022)[19]
- 2025: Aber ich lebe. Den Holocaust erinnern. wird in der Gedenkstätte Bergen-Belsen gezeigt.[20]